# فرانك أشورث
فرانك أشورث هو لاعب هوكي الجليد كندي، ولد في 16 أكتوبر 1927 في موسجاو في كندا.

## وصلات خارجية
- فرانك أشورث على موقع دوري الهوكي الوطني (الإنجليزية)
- فرانك أشورث على موقع قاعة مشاهير الهوكي (لاعب أن.إتش.أل) (الإنجليزية)
- فرانك أشورث على موقع EliteProspects.com (الإنجليزية)
- فرانك أشورث على موقع HockeyDB.com (الإنجليزية)
- فرانك أشورث على موقع Hockey-Reference.com (الإنجليزية)